# التوجه الروحي

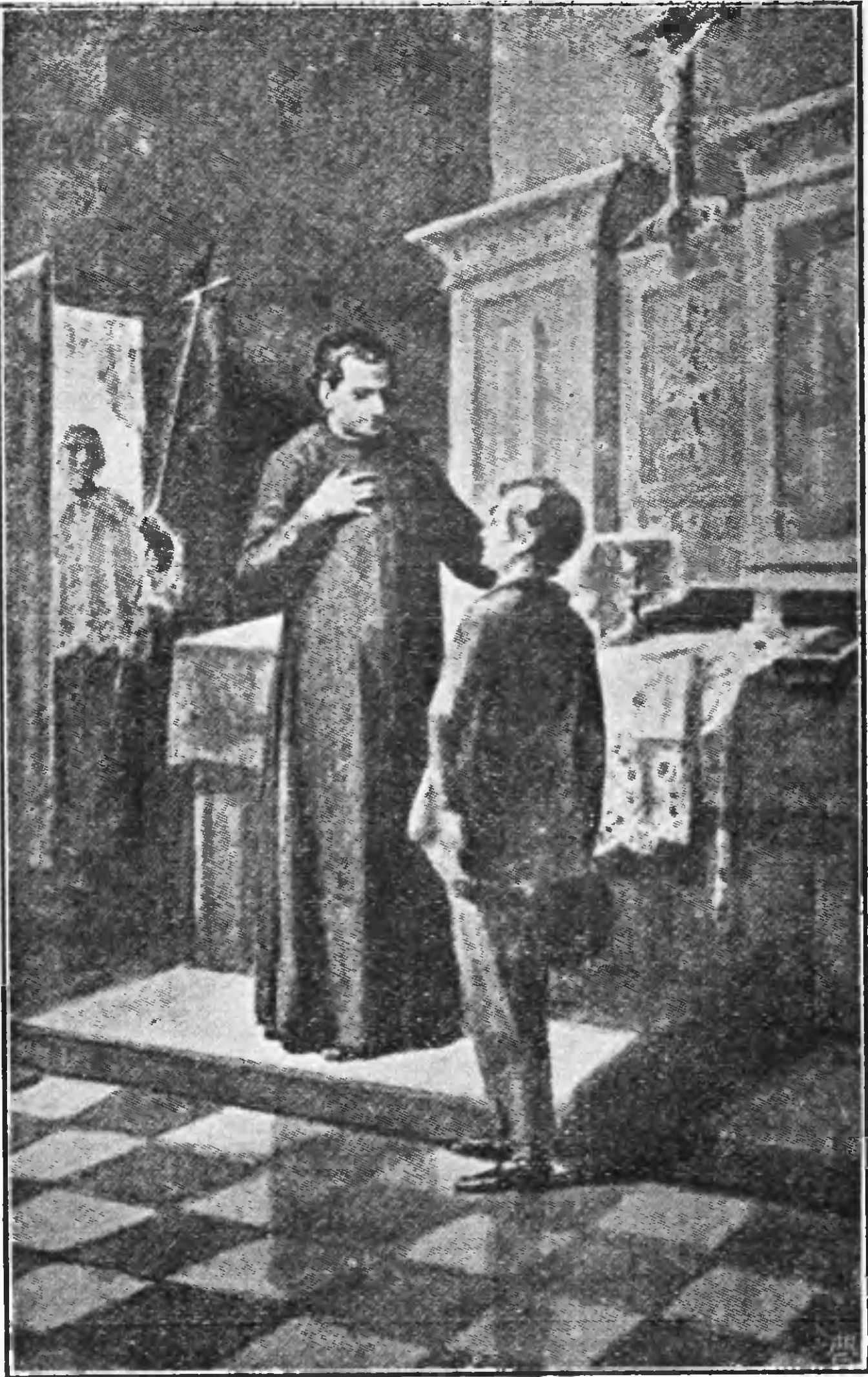
صورة من كتاب الموقر دون بوسكو (1916) دون بوسكو وبارثولوميو جاريلي في عيد الحبل بلا دنس، 8 ديسمبر 1841

التوجه الروحي: هو ممارسة الوجود مع الناس وتعميق علاقتهم بالله للتعلم والنمو في روحانيتهم الشخصية. يشارك الشخص الذي يبحث عن التوجيه قصصًا عن لقاءاته مع الإله، أو كيف ينمي حياة منسجمة مع الأشياء الروحية، يستمع ويطرح أسئلة الموجه في عملية التفكير والنمو الروحي، يدعى أن التوجه الروحي يطور وعيًا أعمق بالجانب الروحي لكونك إنسانًا، وأنه ليس علاجًا نفسيًا ولا استشارة ولا تخطيطًا ماليًا. جادل مؤرخو الفلسفة، مثل: (t) و(بيير هادوت) هو مؤرخ وفيلسوف فرنسي مختص بالفلسفة القديمة، إن التوجيه الروحي قد جرت ممارسته بالفعل وأوصي به من قبل، المدارس الرئيسية للفلسفة وذلك من قبل الأطباء مثل: (جالينوس) كجزء من الممارسات الروحية في اليونان وروما.[1][2]

## أنواع التوجيه الروحي عند الروم الكاثوليك
هناك درجة معينة من التباين، وهناك نوعان أساسيان من التوجيه الروحي في الكنيسة الرومانية الكاثوليكية: هي من أكبر الكنائس المسيحية/ الاتجاه المنتظم واتجاه التراجع، التراجع (الروحي) معناه الخلوة الروحية باختلاف الطوائف الدينية، وهي تختلف إلى حد كبير في وتيرة الاجتماع وشدة التفكير.
يتضمن التوجيه المنتظم اجتماع مدته ساعة إلى ساعتين، كل أربعة إلى ثمانية أسابيع، يكون أقل حدة بقليل من اتجاه التراجع، على الرغم من إعطاء التدريبات الروحية تعطى غالبًا للموجه للمحاولة بين الاجتماعات.
إذا كان الموجه في معتكف بعطلة نهاية الأسبوع أو أسبوع أو 40 يومًا، سوف يجتمعون بشكل عام مع موجههم على أساس يومي لمدة ساعة واحدة، خلال هذه الاجتماعات اليومية، تُعطى التدريبات أو التخصصات الروحية، مثل: القراءة الإلهية للموجه كمدد لمواصلة النمو الروحي.
التدريبات الروحية (إغناطيوس لويولا) هي مجموعة من التأملات والصلوات المسيحية التي كتبها (اغناطيوس دي لويولا) وهو كاهن إسباني وعالم لاهوت ومؤسس جمعية يسوع، ومثال شائع للإرشادات المستخدمة في التوجه الروحي.

## التقاليد التاريخية

### (اليونان القديمة وروما)
لاحظت معظم مدارس الفلسفة القديمة أهمية التوجيه الروحي من أجل تحسين التربية الأخلاقية. وهذا التوجيه: هو نوع من علاج النفوس، قاد التلاميذ إلى الوعي الذاتي بأخطائهم وتقدمهم، يمكن اعتبار (سقراط)  نموذجًا للموجه الروحي بين أتباعه، لكن (أفلاطون) أرشد طلابه بالنصائح الشخصية والراحة من خلال عملية التعلم الخاصة بهم. كان (أرسطو) قد حدد بعض قواعد الإرشاد الروحي المناسب للتلاميذ، في كتابه الثاني من البلاغة. يمكن العثور على أمثلة أخرى في (المتشائمون والأبيقوريون)، وهي مدرسة فكرية للفلسفة اليونانية القديمة كما مارسها المتشائمون (اليونانية القديمة: كوفيكو-بالإنجليزية Kuviko) بالنسبة للمتشائمين فإن الغرض من الحياة هو العيش في فضيلة، بالاتفاق مع الطبيعة، كمخلوقات عقلانية، يمكن للناس أن يكتسبوا السعادة من خلال التدريب الصارم والعيش بطريقة طبيعية لأنفسهم، ورفض كل الرغبات التقليدية للثروة والسلطة. الذين استخدموا شكل رسائلي لهذا الغرض على سبيل المثال: (نيزك) هو الفيلسوف اليوناني من المدرسة الأبيقورية. الرواقيون، الرواقية: هي مدرسة الفلسفة الهلنستية اسمها زينو السيتيوم في أوائل القرن الثالث قبل الميلاد. (ماركوس أوريليوس) كان ماركوس أنطونيوس إمبراطورًا رومانيًا وفيلسوفًا من (161-180)، و(ابكتيتوس) فيلسوفًا يونانًيا راقيًا، ولد في العبودية في هيرابولئيس، في خطاباته، خطابات ابكتيتوس: هي سلسلة من المحاضرات غير الرسمية.
مارسوا التوجيه الروحي بنشاط، ظهر عمل (فيلوديموس) كان فيلسوفً وشاعرًا، درس تحت قيادة زينو صيدا في أثينا، عن النقد الصريح بأن التوجيه الروحي يجب أن يقوم على حرية التعبير والاحترام المتبادل بين المعلم والتلميذ. أوصى طبيب (جالينوس) غير المنتسب إلى أي مدرسة فلسفية، بأتباع التوجيه الروحي لرجل مسن وذي خبرة قبل محاولة الفحص الذاتي.[1]

## المسيحية الغربية
في المسيحية، تعود جذور التوجيه الروحي إلى المسيحية المبكرة، يصف الإنجيل أن يسوع كان مرشدًا لتلاميذه.  بالإضافة إلى ذلك، يصف سفر أعمال الرسل الفصل 9 حنانيا لمساعدة (بولس الطرسوسي) على النمو في تجربته الجديدة المسيحية. وبالمثل، فإن العديد من رسائل بولس تصف إرشاد بولس لتيموثاوس وتيتوس من بين آخرين. يخبرنا التقليد أن يوحنا الإنجيلي (درس بوليكارب) أسقف سميرنا في القرن الثاني.
قدم اللاهوتي (جون كاسيان) الذي عاش في القرن الرابع من أقدم المبادئ التوجيهية المسجلة حول الممارسة المسيحية التوجيه الروحي،[3] قدم التوجيه في الأديرة، وضع كل مبتدئ تحت رعاية راهب كبير السن. دمج بنديكت نورسيا إرشادات كاسيان يعرف الآن باسم قاعدة القديس بنديكت.
التوجيه الروحي منتشر في التقليد الكاثوليكي: الشخص الذي يتمتع بالحكمة والتميز الروحي، عادة ولكن لا يكون فقط كاهنًا أو مكرسًا بشكل عام، يقدم المشورة للشخص الذي يرغب في القيام برحلة إيمان واكتشاف إرادة الله في حياته. يهدف الدليل الروحي إلى تمييز وفهم ما يخبر به الروح القدس، من خلال مواقف الحياة. والرؤى الروحية ثمرة الصلاة، والقراءة والتأمل في الكتاب المقدس، للشخص المرافق، يجوز للأب الروحي أو المرشد الروحي تقديم النصيحة وإعطاء دلالات الحياة والصلاة وحل الشكوك في مسائل الإيمان والأخلاق دون استبدال الاختيارات والقرارات للشخص المرافق بالأرثوذكسية الشرقية. تأتي الأرثوذكسية الشرقية من نفس تقاليد ما قبل الانقسام، لكن دور المرشد الروحي أو الشيخ في الأرثوذكسية حافظ على دوره المهم.
المصطلح اليوناني الأصلي (جيرون) بمعنى شيخ كما في علم الشيخوخة، تم ترجمته بواسطة الكلمة الروسية (النجوم)، من الكنيسة السلافية القديمة.
«شيخ » مشتقة من «قديم» التقليد اليوناني له تاريخ طويل غير منقطع في الشيوخ والتلاميذ مثل: صفرونيوس وجون موسكوس في القرن السابع، وسيمون الأكبر وسيمون اللاهوتي الجديد في القرن الحادي عشر، والشيخوخة الكاريزمية المعاصرة مثل بورفيريوس وبايسيوس.